# Trichopiezia
Trichopiezia is een geslacht van kevers uit de familie van de loopkevers (Carabidae). De wetenschappelijke naam van het geslacht is voor het eerst geldig gepubliceerd in 1955 door Negre.

## Soorten
Het geslacht Trichopiezia is monotypisch en omvat slechts de volgende soort:
- Trichopiezia stenotrachela (Fairmaire, 1884)